# Xanthoparmelia jarmaniae
Xanthoparmelia jarmaniae är en lavart som beskrevs av Elix & Kantvilas. Xanthoparmelia jarmaniae ingår i släktet Xanthoparmelia och familjen Parmeliaceae.   Inga underarter finns listade i Catalogue of Life.